# Cochise
Cochise — британская рок-группа, образовавшаяся в 1969 году и исполнявшая хард-рок с элементами кантри, созвучный Creedence Clearwater Revival. Cochise выпустили три студийных альбома и в 1972 году распались. Некоторые участники коллектива приобрели известность впоследствии: поющий гитарист Мик Крэбхэм вошёл в состав Procol Harum, Би Джей Коул записывался соло и сотрудничал со многими известными исполнителями (Элтон Джон, Uriah Heep и др.) в качестве сессионного музыканта, Рик Уиллс стал участником Foreigner Джон Уилсон играл с Дэвидом Гилмором.

## Состав
- Stewart Brown — вокал, гитара
- B.J. Cole — стил-гитара
- Mick Grabham — гитара, клавишные, вокал
- Rick Wills — бас-гитара, вокал
- John 'Willie' Wilson — ударные
- Roy O’Temro — ударные
- John Gilbert — вокал

## Дискография

### Альбомы
- Cochise (United Artists Uas 29177) 1970
- Swallow Tales (Liberty Lbg 83428) 1971
- So Far (United Artists Uas 29286) 1972

### Синглы
- «Watch This Space» / «59th Street Bridge Song» (United Artists UP 35134) 1970
- «Love’s Made A Fool Of You» / «Words Of A Dying Man» (Liberty LBF 15425) 1970
- «Why I Sing The Blues» / «Jed Collder» (Liberty LBF 15460) 1971